# Chvojenec

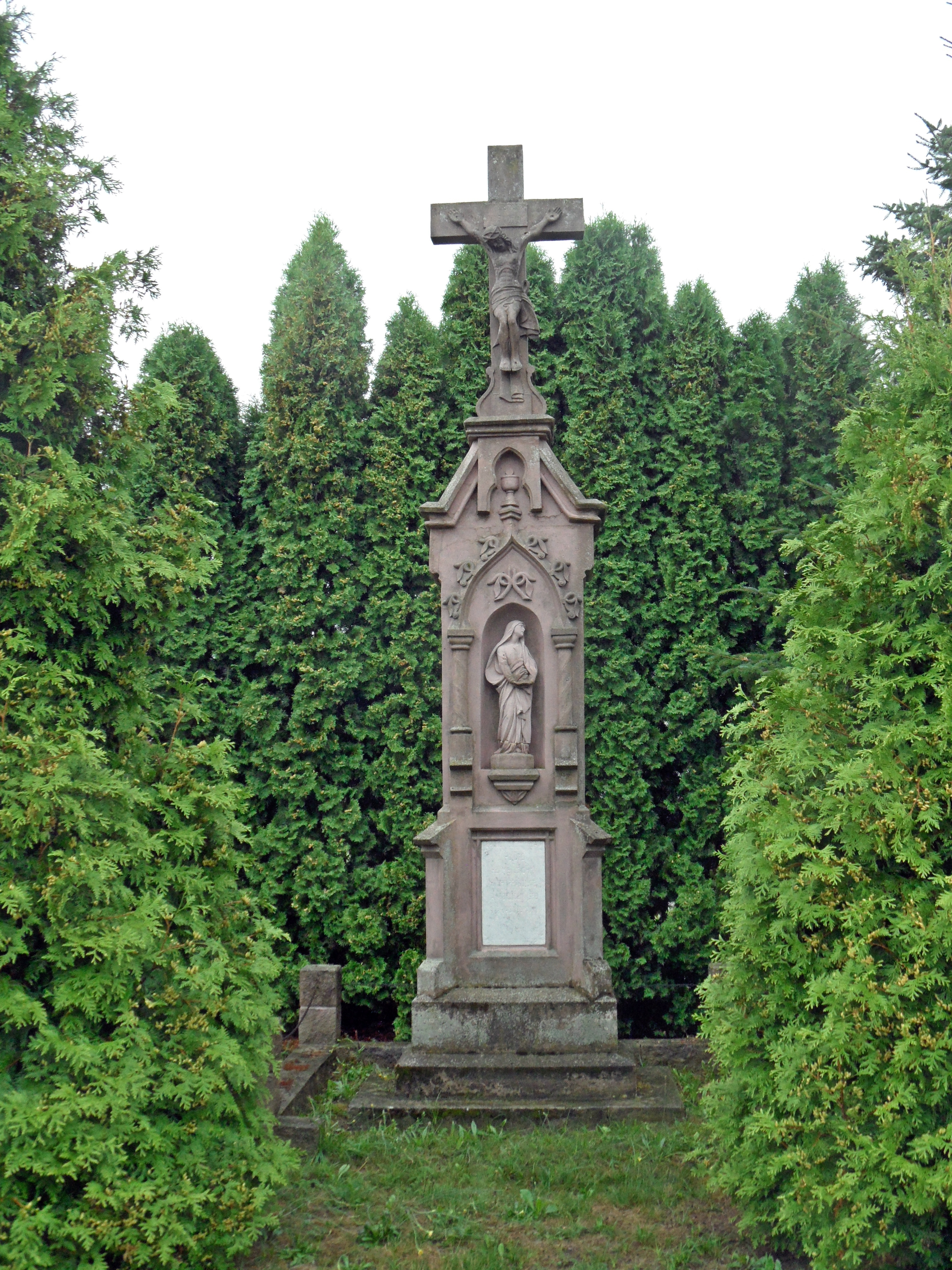
Steinernes Kreuz

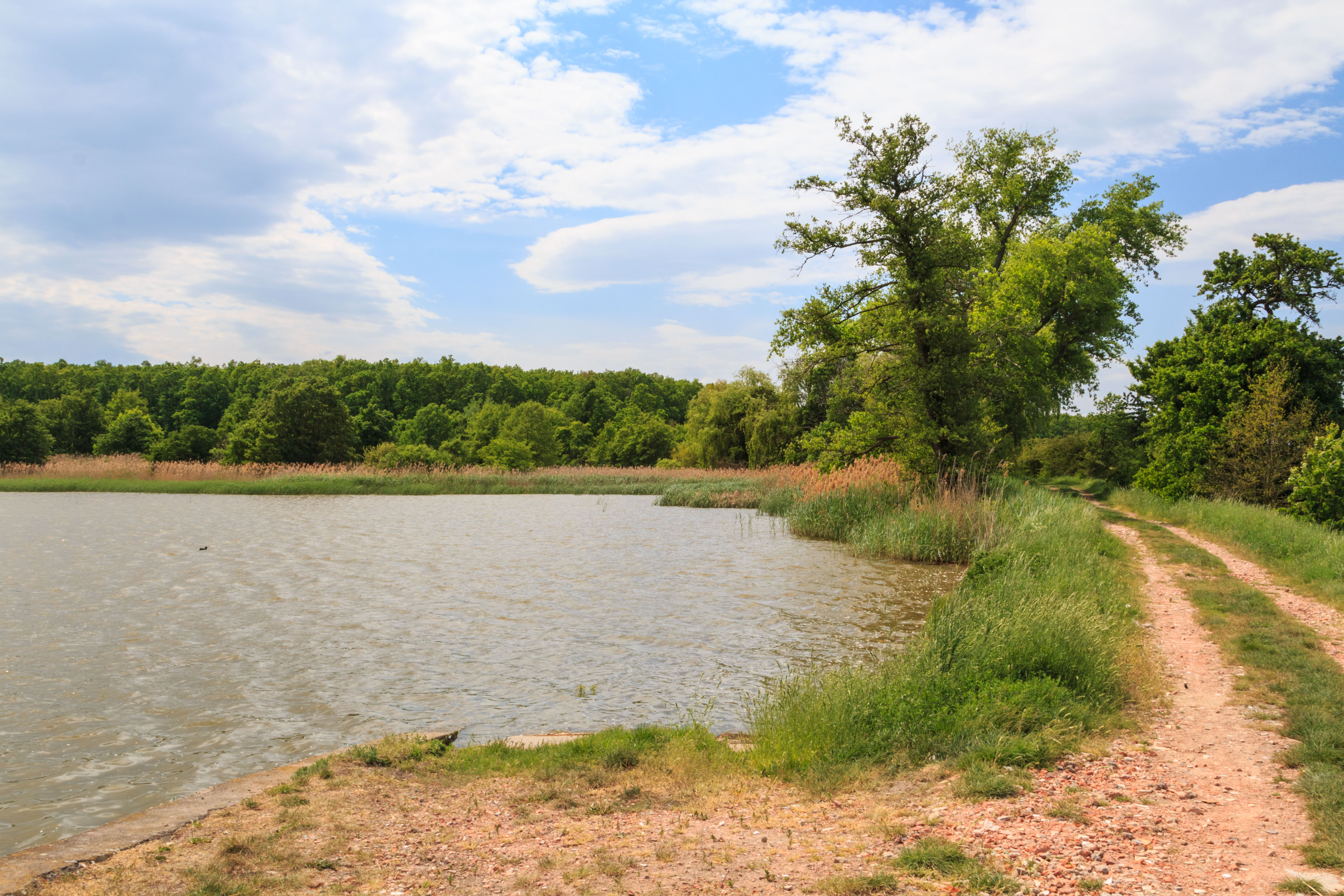
Teich Šmatlán

Chvojenec (deutsch Chwojenetz) ist eine Gemeinde in Tschechien. Sie liegt 14 Kilometer südöstlich des Stadtzentrums von Hradec Králové und gehört zum Okres Pardubice.

## Geographie
Chvojenec erstreckt sich am Fuße der Třebechovická tabule (Hohenbrucker Tafel) entlang des Baches Chvojenecká svodnice in der Pardubická kotlina (Pardubitzer Becken). Am nördlichen Ortsrand fließt der Bach Chvojenecký potok. Das Dorf wird von der Staatsstraße I/35/E 442 zwischen Hradec Králové und Holice durchquert. Nördlich erheben sich die Na Homoli (268 m n.m.) und die Lípa (305 m n.m.), südlich der Žernov (277 m n.m.).
Nachbarorte sind Hoděšovice, Hoděšovka, Kindlovka und Bělečko im Norden, Vysoké Chvojno im Osten, Poběžovice u Holic, Kamenec, Podlesí und Podhráz  im Südosten, Žernov, Horní Ředice und Dolní Ředice im Süden, Nový Drahoš und Starý Drahoš im Südwesten, Rokytno und Újezd u Sezemic im Westen sowie Borek, Hrachoviště, Svoboda und Býšť im Nordwesten.

## Geschichte
Die Wälder auf der Třebechovická tabule waren bis zum Beginn des 12. Jahrhunderts unbesiedelt und bildeten die Jagddomäne der Přemysliden. Aus dem Jahre 1139 ist die Existenz des Fürstenhofes Chwoyno überliefert, in dessen Umgebung wahrscheinlich einige kleine Ansiedlungen entstanden waren, die zusammen mit dem Hof eine Siedlungsenklave in dem Urwaldgebiet bildeten.
Die erste urkundliche Erwähnung erfolgte am 9. April 1336 unter dem Namen Chvojence Nízké, als König Johann von Luxemburg das Städtchen und die Feste Chvojno mit den zugehörigen neun Dörfern Albrechtsdorf, Běleč, Bělečko, Ekleinsdorf, Hermansdorf, Chvojence Nízké, Hoděšovice, Tiezmansdorf und Walthersdorf für 2000 Schock Groschen an die Brüder Pertholt, Heinrich und Johann von Leipa verpfändete. In dem Dorf bestand zu dieser Zeit eine Feste. Durch den Ort führte ein bedeutsamer Landessteig nach Prag. Im Jahre 1340 erwarb Heinrich Pykna von Lichtenburg die Herrschaft Chvojno. 1358 wurde das Gut Chvojenec an den Holitzer Familienzweig der Grafen von Sternberg verkauft, bis 1376 war die Feste der Sitz von Jan Holický von Sternberg. Im Laufe der Zeit übertrugen die Grafen von Sternberg die Verwaltung ihres Besitzes Chvojenec immer mehr auf das Gut Holitz. Letzter Besitzer des Gutes Chvojenec, zu dem auch das Dorf Býšť gehörte, war von 1450 bis 1464 Jan d. J. Holický von Sternberg. Danach wurde das Gut gänzlich mit Holitz verbunden. Die Feste wurde in diesem Zusammenhang aufgegeben und dem Verfall überlassen; sie wurde danach nicht mehr erwähnt. Im Jahre 1507 veräußerte Hynek Bradlecký von Mečkov das Gut Holitz an Wilhelm von Pernstein, der es mit seiner Herrschaft Pardubitz vereinigte. 
Wilhelm von Pernstein vererbte seine böhmischen Güter 1521 seinem jüngeren Sohn Vojtěch, nach dessen Tod fielen sie 1534 seinem Bruder Johann zu. Dieser hinterließ 1548 seinem Sohn Jaroslav hohe Schulden. Am 21. März 1560 veräußerte Jaroslav von Pernstein die gesamte Herrschaft Pardubitz an König Ferdinand I. Dessen Nachfolger Maximilian II. übertrug die Verwaltung der königlichen Herrschaften der Hofkammer. Ab 1586 übte der Rychtář in Býšť die niedere Gerichtsbarkeit über Chvojenec aus. Der Waldgürtel Na království war in vier Hegereien aufgeteilt, die von sieben Hegern, darunter einem in Chvojenec, bewirtschaftet wurden. Neben der Landwirtschaft gehörten die Weidewirtschaft auf gepachteten Passeken, der Vogelfang, das Sammeln von Waldfrüchten sowie vor allem die Pecherei zu den Erwerbsquellen der Bewohner.
Nach dem Josephinischen Toleranzpatent von 1781 gewannen in der Gegend von Rokytno, Býšť und Chvojenec sogenannte Deisten (blouznivci) bedeutenden Einfluss; in Rokytno und Chvojenec hatten sich 52 Familien dazu bekannt. Die Deisten gehörten nicht zu den anerkannten Kirchen und lehnten die Taufe, die Zehn Gebote sowie die christliche Form der Ehe ab; da sie der Obrigkeit große Schwierigkeiten bereiteten, ging diese bald mit Stockschlägen gegen die Sektierer vor. 
Im Jahre 1835 bestand das im Chrudimer Kreis an der Königgrätzer Poststraße gelegene Dorf Chwognetz bzw. Chwogenetz aus 76 Häusern, in denen 622 Personen, darunter eine protestantische und eine jüdische Familie lebten. Im Ort gab es eine Schule. Pfarrort war Chwogno. Bis zur Mitte des 19. Jahrhunderts blieb Chwognetz der k.k. Kameralherrschaft Pardubitz untertänig.
Nach der Aufhebung der Patrimonialherrschaften bildete Nízké Chvojence ab 1849 eine Gemeinde im Gerichtsbezirk Holitz. Ab 1868 gehörte das Dorf zum politischen Bezirk Pardubitz. 1869 hatte Nízké Chvojence 697 Einwohner und bestand aus 98 Häusern. In den 1870er Jahren erfolgte eine Änderung des Gemeindenamens in Chvojence, seit dem Ende des 19. Jahrhunderts wird der Name Chvojenec verwendet. 1865  erwarb der Industrielle Johann Liebieg die Wälder auf der Hohenbrucker Tafel, ab 1884 gehörten sie Alexander Markgraf von Pallavicini auf Jemnice. Die Gründung der Freiwilligen Feuerwehr erfolgte 1886. Im Jahre 1900 lebten in dem Dorf 836 Menschen, 1910 waren es 772. Nach der Gründung der Tschechoslowakei wurde 1921 die Waldherrschaft des Markgrafen von Pallavicini im Zuge der Bodenreform enteignet und aufgeteilt. 1930 hatte Chvojenec 827 Einwohner. Im Jahre 1949 wurde Chvojenec dem Okres Holice zugeordnet. Seit 1960 gehört die Gemeinde wieder zum Okres Pardubice. Beim Zensus von 2001 lebten in den 192 Häusern von Chvojenec 586 Personen.

## Gemeindegliederung
Für die Gemeinde Chvojenec sind keine Ortsteile ausgewiesen. Zu Chvojenec gehört die Einschicht Kindlovka.

## Persönlichkeiten
- Mirko Eliáš (1899–1938), der Maler, Bildhauer, Dichter und Schauspieler lebte in Chvojenec. Sein Grab befindet sich auf dem örtlichen Friedhof.

## Sehenswürdigkeiten
- Steinernes Kreuz mit Madonnenstatuette, auf dem Dorfplatz
- Gedenkstein mit Büste von T.G. Masaryk, auf dem Dorfplatz
- Gedenkstein für die Gefallenen beider Weltkriege, auf dem Dorfplatz
- Wüste Feste Chvojenec, westlich des Dorfplatzes an der Straße nach Rokytno, erhalten sind verbuschte Wälle und Gräben
- Naturreservat Žernov, Eichen-Hainbuchen-Waldgebiet um den Hügel Žernov, innerhalb des Reservats liegen die Teiche Mordýř, Šmatlán und Smilek.